# زبان نیاعربی
نیاعربی نامی است که به نیای فرضی همه گونه‌های تأییدشدهٔ عربی از سدهٔ نهم پیش از میلاد گفته می‌شود.